# Černá (ort)
Černá är en ort i Tjeckien.   Den ligger i regionen Vysočina, i den centrala delen av landet, 130 km sydost om huvudstaden Prag. Černá ligger 523 meter över havet och antalet invånare är 318.
Terrängen runt Černá är huvudsakligen platt. Černá ligger nere i en dal. Runt Černá är det ganska tätbefolkat, med 93 invånare per kvadratkilometer. Närmaste större samhälle är Jihlava, 20,0 km väster om Černá. Trakten runt Černá består till största delen av jordbruksmark.